# NGC 1764
NGC 1764 (другое обозначение — ESO 56-SC30) — рассеянное скопление в созвездии Золотой Рыбы, расположенное в Большом Магеллановом Облаке. Открыто Джоном Гершелем в 1837 году. Описание Дрейера: «очень тусклый, маленький объект круглой формы». Возраст скопления составляет около 80 миллионов лет.
NGC 1764 послужило одной из мишеней исследования спектральной классификации звезд Большого Магелланова Облака, поскольку кластер предоставляет достаточный контраст для исследования звездного неба. В результате исследования был установлен приблизительный возраст и состав кластера, в котором преобладают звезды спектрального класса М.
Этот объект входит в число перечисленных в оригинальной редакции «Нового общего каталога».